# Ici et maintenant (film)
Pour les articles homonymes, voir Ici et maintenant (homonymie).
Pour plus de détails, voir Fiche technique et Distribution.
Ici et maintenant est un film français réalisé par Serge Bard et sorti en 1968.

## Fiche technique
- Titre : Ici et maintenant
- Réalisation : Serge Bard
- Photographie : Henri Alekan
- Production : Zanzibar Films
- Pays d'origine :  France
- Durée : 71 minutes
- Date de sortie : France - 1968

## Distribution
- Caroline de Bendern (en)
- Olivier Mosset
- Serge Bard

## À propos du film
« Ici et maintenant, ce sont les rêveries du promeneur solitaire après la révolution... Le moraliste ne chamboule plus rien du tout, non, il prend son pouls, il se tient à l'écoute du monde, peut-être même qu'il vibre avec lui et qu'il jouit de concert. Le cinéaste se tient là, raide comme la statue du commandeur, vigie des phénomènes qui adviennent devant lui, lui ce phare dont Bard filme magnifiquement la rectitude dans une nuit d'encre, et optique hallucinante contre vents et marées » - Patrick Deval, sur le site du Collectif Jeune Cinéma